# 布魯克林·貝克漢
布魯克林·約瑟夫·佩茲·貝克漢（英語：Brooklyn Joseph Peltz Beckham，1999年3月4日—），英國模特兒、攝影師，足球員大衛·貝克漢的長子。

## 生平
布魯克林於倫敦西區波特蘭婦女和兒童醫院出生，為足球員大衛·貝克漢和歌手維多利亞·貝克漢的長子。他有兩個弟弟及一個妹妹：二弟羅密歐·貝克漢、三弟克魯茲·貝克漢和妹妹哈珀·貝克漢。經常有傳媒報導指是因為他在紐約布魯克林區受孕，所以取名「布魯克林」；但根據維多利亞·貝克漢的自傳《Learning to Fly》，當時夫妻倆只是純粹喜歡這個名字。布魯克林有著猶太人血統。
布魯克林的童年分別在洛杉磯和馬德里渡過，因為正值父親大衛·貝克漢效力於洛杉磯銀河和皇家馬德里。2004年12月，他和二弟羅密歐在父母的豪宅的私人小教堂裡共同受洗，教父母分別是艾爾頓·約翰、大衛·弗內斯和伊莉莎白·凱莉。
在2013年之前，他先後完成了在熱刺和車路士的足球試訓，獲提拔進入洛杉磯銀河U14青年軍。之後加盟昆士柏流浪足球會少年隊，但於2015年便離隊。
2014年，布魯克林登上時尚雜誌《MAN aboutown》封面，正式成為模特兒。之後他曾經出現於《Vogue China》、《Miss Vogue》、《Interview》、《L'Uomo Vogue》、《T:The New York Times Style Magazine》以及《Dazed Korea》的封面。
2016年，他成為華為手機榮耀8的海外代言人。同年為巴寶莉拍攝廣告。
2017年，他推出個人首本攝影集《What I See》。同年宣佈將會前往紐約帕森設計學院就讀四年攝影課程，但一年後就中途退學回到英國。2019年，他到另一位攝影師藍欽的工作室實習。他也曾經為《Vogue》墨西哥版指導影片。

## 私生活
他曾經先後和美國女演員嘉兒·莫蕊茲、法國歌手索妮雅·阿瑪、加拿大模特兒萊西·伍德和英國模特兒哈娜·克羅斯交往。
於2016年，他與時任女友嘉兒·莫蕊茲於2016年民主黨全國代表大會現身，並支持前美國國務卿希拉莉·羅德姆·克林頓。2018年，嘉兒·莫蕊茲單方面宣佈她已經和布魯克林分手。
2020年1月，他宣佈與美國女演員妮寇拉·佩茲交往。2020年7月11日，宣佈將於2021年9月舉行婚禮，但因為疫情而押後至2022年的4月舉行。婚後布魯克林宣佈加上妻子的姓氏「佩茲」。

## 爭議
2016年，他為巴寶莉拍攝廣告。此舉激起攝影業內好幾位著名攝影師的批評，認為布魯克林是依靠關係才能接到這份很多攝影師想接也接不到的工作，其中克里斯·弗洛伊德還說這是「完全靠裙帶關係」以及「令攝影貶值」。而時尚攝影師鍾·戈里根（Jon Gorrigan）則幫布魯克林辯護，稱「許多行業也存在一點不公平」。
2017年，他推出攝影集《What I See》。推出之後，網上反應好壞參半。《獨立報》前執行總編愛麗絲·鍾斯（Alice Jones）批評攝影集是「可怕的攝影作品以及非常糟糕的註解」（"terrible photographs and even worse captions"），而攝影集不單銷量慘淡、更成為當時熱門的網絡笑話；GQ時任編輯埃莉諾·戴維斯（Eleanor Davies）則替布魯克林平反，認為他只有18歲就取得這般成就已經很厲害。
2018年，他去到意大利旅遊，在Instagram發出兩張照片，分別為亞裔女士在坐遊船和亞裔女孩在超市買東西，並寫上「意大利變得不像意大利了，不是嗎」（"No place like Italy innit"）。大批網民指責他歧視亞裔、奉行反華主義，布魯克林連忙將自己的帳戶設為「私人帳戶」以平息事件。

## 評價
因為其帥氣的外表，而被ET Fashion稱他為「足球金童」、「少女殺手」。《GQ TAIWAN》則稱讚他對時尚敏感，充滿自己的見解；並且認為他眾多的攝影作品都「率性又熱情」。
有人批評他是大衛·碧咸三個兒子里面最沒才幹的一個，認為他只顧著泡妞、學業也不好、攝影技術差。也有人批評他高攀現任女友妮寇拉·佩茲（妮寇拉的父親尼爾森·佩茲是商業投資人，目前身價超過十七億，遠超貝克漢家族）。